# Estação Mar de Cristal

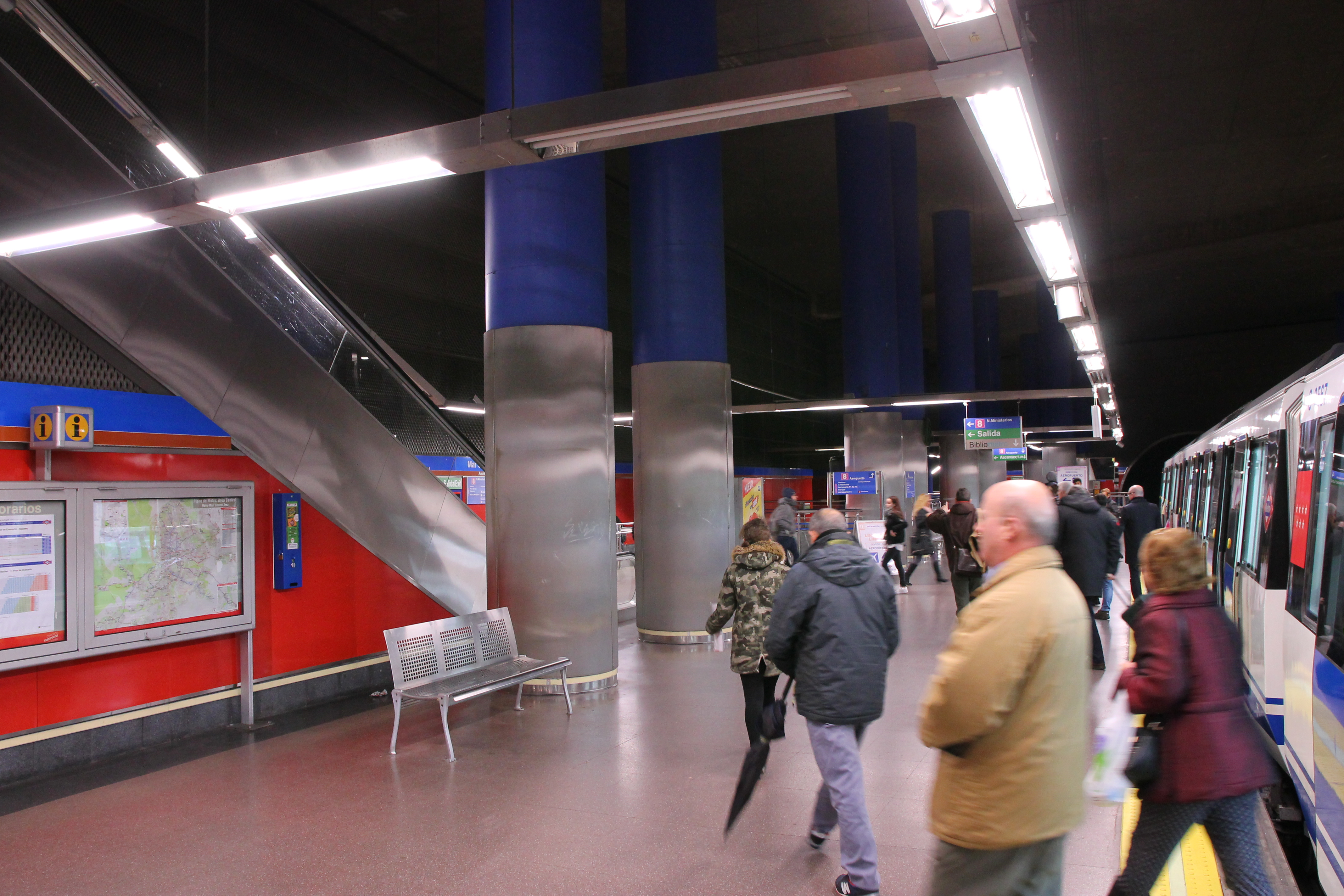
Plataforma de embarque Linha 4

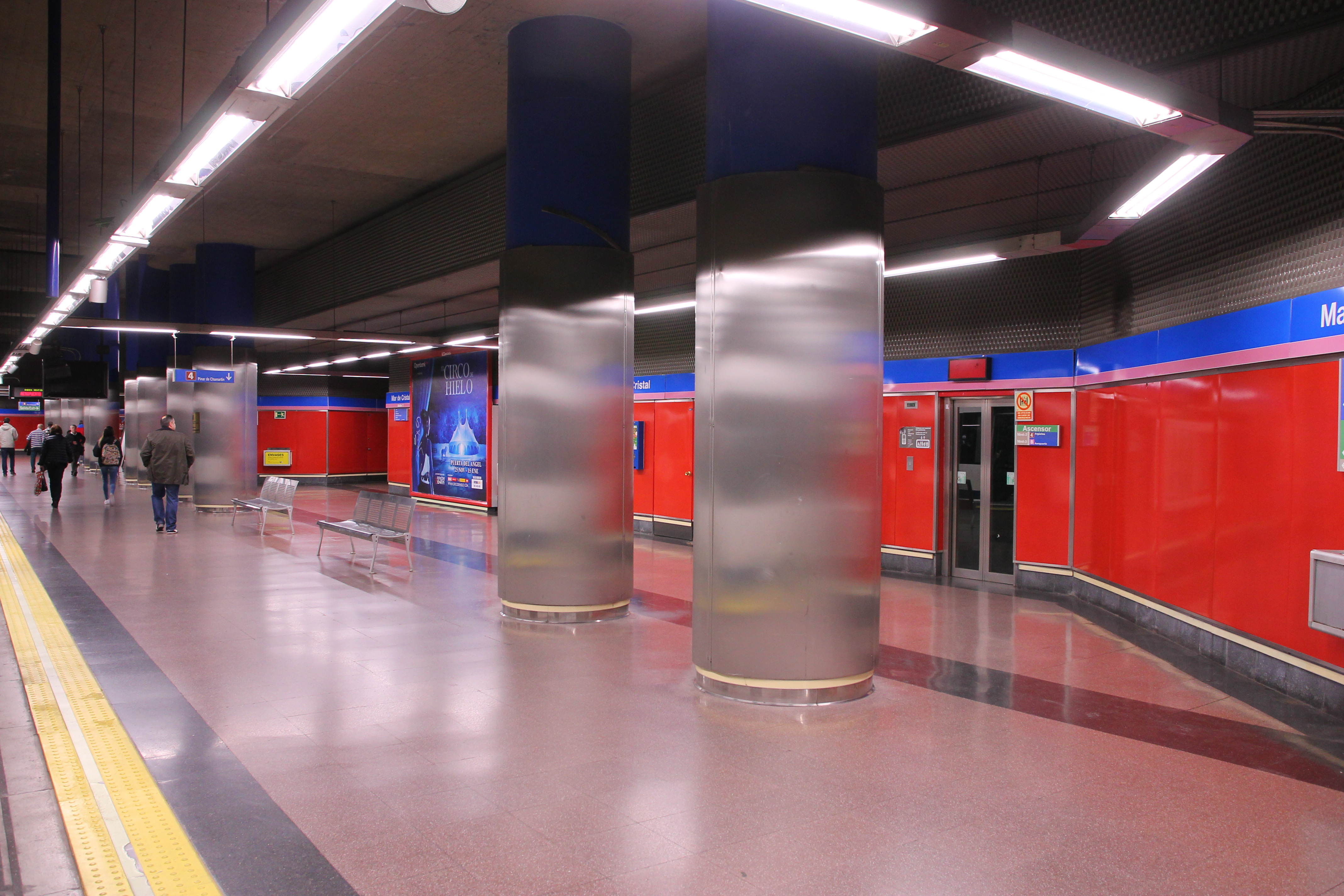
Plataforma de embarque Linha 8

Mar de Cristal é uma estação da Linha 4 e Linha 8 do Metro de Madrid.

## História
A estação que atende a Linha 4 entrou em funcionamento em 27 de abril de 1998 e a que atende a Linha 8 em 24 de junho do mesmo ano.